# دستور الفلبين

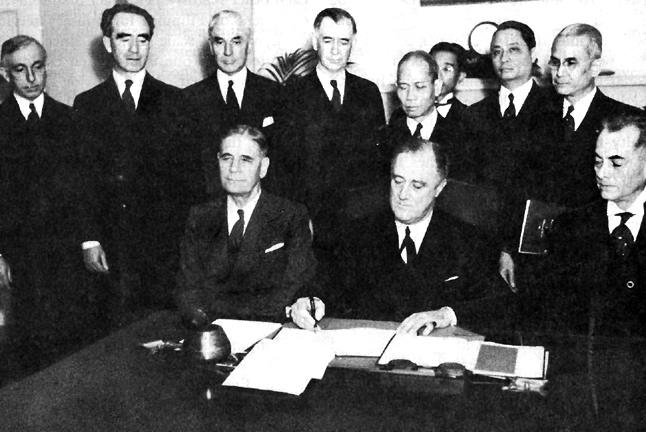

دستور الفلبين هو الدستور أو القانون الأعلى لجمهورية الفلبين. أكملت اللجنة الدستورية مسودته النهائية في 12 أكتوبر 1986 وأقرّه استفتاء وطني في 2 فبراير 1987 . 
عمليًا حُكمت البلاد في تاريخها بموجب ثلاثة دساتير أخرى: دستور الكومنولث لعام 1935 ودستور عام 1973 ودستور الحرية لعام 1986.
لم يُطبّق الدستور الأول، دستور مالولوس لعام 1899 الذي أنشأ «جمهورية الفلبين»، بالكامل في جميع أنحاء الفيلبين ولم ينشى دولةً معترف بها دوليًا، ويرجع ذلك إلى حد كبير إلى اندلاع الحرب الفيلبينية الأمريكية إثر تبنّيه.

## خلفية دستور عام 1987
بالنظر إلى أنها حَكمت بموجب مرسوم خلال الأشهر الأولى من ولايتها كرئيسة معيّنة من قبل ثورة قوة الشعب، مُنحت الرئيسة كورازون أكينو ثلاثة خيارات: العودة إلى دستور عام 1935 والاحتفاظ بدستور عام 1973 وإجراء إصلاحات عليه، أو تمرير دستور جديد. قررت أكينو صياغة دستور جديد وأصدرت في 25 مارس 1986 الإعلان رقم 3 الذي ألغى العديد من أحكام دستور عام 1973 الذي اعتُمد خلال نظام ماركوس، بما في ذلك البرلمان ذو الغرفة الواحدة (باتاسانغ بامبانسا) ومنصب رئيس الوزراء والأحكام التي أعطت الرئيس السلطات التشريعية. غالبًا ما سُمي «دستور الحرية»، كان القصد من هذا الدستور على أن يكون دستورًا انتقاليًا لضمان الديمقراطية وحرية الشعب. ينص دستور الحرية على انتقال منظم للسلطة بينما تقوم لجنة دستورية بصياغة دستور دائم.
تألفت اللجنة الدستورية من 48 عضوًا تعيّنهم أكينو من خلفياتٍ متنوعة، بما في ذلك العديد من الأعضاء السابقين في مجلس النواب وقضاة المحكمة العليا السابقين وأسقف الروم الكاثوليك والنشطاء السياسيين ضد نظام ماركوس. انتخبت اللجنة سيسيليا مونيوز بالما، قاضٍ معاون سابق في المحكمة العليا، رئيسةً لها. كانت العديد من القضايا محل جدل خاص خلال جلسات اللجنة، بما في ذلك شكل الحكومة التي سيجري تبنّيها وإلغاء عقوبة الإعدام والاحتفاظ بقواعد الولايات المتحدة في كلارك وسوبيك ودمج السياسات الاقتصادية في الدستور. انسحب لينو بروكا، مخرج سينمائي وناشط سياسي كان عضوًا في اللجنة، قبل استكمال الدستور وعارض مندوبان آخران المسودة النهائية. أنهت اللجنة المسودة النهائية في 12 أكتوبر 1986 وقدمتها إلى أكينو في 15 أكتوبر. أُقرّ الدستور عبر استفتاء وطني في 8 فبراير 1987.
نصَّ الدستور على ثلاث سلطات حكومية، هي السلطات التنفيذية والتشريعية والقضائية. يترأس السلطة التنفيذية الرئيس وأعضاء حكومته المعيّنين. تمتلك السلطة التنفيذية، شأنها شأن الفرعين الآخرين المساويين، سلطةً محدودة، وذلك لضمان «حماية» البلاد في حالة إعلان الأحكام العرفية. ما يزال بإمكان الرئيس إعلان الأحكام العرفية، غير أنها تنتهي في غضون 60 يومًا، ويمكن للكونغرس رفضها أو تمديدها.
مهمة المحكمة العليا هي مراجعة إذا ما كان إعلان الأحكام العرفية عادلًا. تتألف السلطة التشريعية من مجلس الشيوخ ومجلس النواب. هناك أربعة وعشرون عضوًا في مجلس الشيوخ ويتكون مجلس النواب من ممثلين عن الأقاليم. وخلقت المحكمة أيضًا فرصًا لقطاعات المجتمع الأقل تمثيلًا لاختيار ممثلها من خلال نظام لائحة الأحزاب. تتألف السلطة القضائية من المحكمة العليا والمحاكم الدنيا. تُمنح المحكمة العليا سلطة الاستماع إلى أي قضايا تتعلق بدستورية القانون أو حول معاهدة أو مرسوم حكومي. وهي مكلفة أيضًا بإدارة وظيفة المحاكم الدنيا.
من خلال الدستور، أُنشئت ثلاث لجان دستورية مستقلة وهي لجنة الخدمة المدنية ولجنة الانتخابات ولجنة المراجعة. لهذه اللجان الدستورية وظائف مختلفة. مهد الدستور الطريق أيضًا لإنشاء مكتب أمين المظالم، الذي أوكلت إليه وظيفة تعزيز وضمان السلوك الأخلاقي والقانوني للحكومة.

## محاولات تعديل أو تغيير دستور عام 1987
هناك ثلاث وسائل يمكن من خلالها تعديل الدستور، جمعية تأسيسية أو مؤتمر دستوري أو مبادرة شعبية. تتطلب جميع الأساليب الثلاثة إقرارًا بأغلبية الأصوات في استفتاء وطني. بعد إدارة كوازون أكينو، قامت الإدارات اللاحقة بعدة محاولاتٍ لتعديل أو تغيير دستور عام 1987. [بحاجة لمصدر]
كانت المحاولة الأولى في عام 1955. قام خوسيه ألمونتي، الذي كان آنذاك أمين مجلس الأمن القومي، بصياغة مسودة دستور، غير أنها لم تُكمل لأنها كُشفت لوسائل الإعلام من قبل العديد من المنظمات غير الحكومية. استشفّت المنظمات تغيرًا محتملًا يتعلق بحماية مصالح الشعب في المسودة الدستورية.
في عام 1997، أنشأ الثنائي بيدروسا جماعةً تُدعى بريما تبعتها محاولة لتغيير الدستور من خلال مبادرة شعبية عن طريق جمع تواقيع من الناخبين. عارض العديد من الشخصيات البارزة الاقتراح، بما في ذلك السيناتور ميريام ديفينسور سانتياغو، الذي أحال القضية بشكل كامل إلى المحكمة العليا وربح القضية في نهاية المطاف. قضت المحكمة العليا بعدم استمرار المبادرة، مشيرةً إلى أن المبادرة الشعبية تتطلب قانونًا تمكينيًا للمضي قدمًا.
خلال فترته الرئاسية، أنشأ جوزيف إيجيرسيتو إسترادا لجنة دراسة لتغيير ميثاق محتمل يتعلق بأحكام الدستور الاقتصادية والقضائية. لم تحقق المحاولة هدفها مطلقًا بعد أن عارضتها كيانات مختلفة بسبب ما قد بدا محاولةً لخدمة المصالح الشخصية للمبادرين.
بعد رئاسة إيسترادا، وافقت إدارة غلوريا ماكاباغال أرويو على تغييراتٍ دستورية عبر الجمعية الدستورية، فتولّت القيادة رئيسة مجلس النواب خوسيه دي فينيسيا. على الرغم من ذلك، رُفض الاقتراح نظرًا إلى الجدالات السياسية التي أحاطت بإدارة أرويو، من بينها إمكانية تمديد ولايتها الرئاسية.
كانت المحاولة التالية من رئيس مجلس النواب آنذاك فيليسيانو بيلمونتي جونيور خلال إدارة الرئيس بينينيو أكينو الثالث. حاول بيلمونتي إدخال تعديلاتٍ على الدستور تركز على الأحكام الاقتصادية التي تهدف إلى اللبرلة. لم تكلَّل تلك الجهود بالنجاح. أشرف الرئيس رودريغو روا دوتيرتي على إمكانية تطبيق الفيدرالية في البلاد. مع توليه الرئاسة بعد الانتخابات الرئاسية لعام 2016، وقّع على المرسوم التنفيذي رقم 10 في 7 ديسمبر 2016، مشكلًا بذلك اللجنة الاستشارية لمراجعة دستور عام 1987.

## الهيكل والمحتوى[8]
الديباجة وثمانية عشر مادة قائمة بذاتها مع ترقيم قسم يعاد تعيينه لكل مادة.

### الديباجة
تعرض الديباجة الدستور ومصدر السيادة، الشعب. تتبع نموذج الدساتير السابقة، بما في ذلك مناشدة الله. تنص الديباجة على:
نحن الشعب الفيلبيني صاحب السيادة، نناشد مساعدة الله القدير، من أجل بناء مجتمع عادل وإنساني وإنشاء حكومة تجسد مُثلنا وتطلعاتنا وتعزز المصلحة العامة وتحافظ على إرثنا وتطوره وتؤمّن لنا ولأجيالنا القامة نِعم الاستقلال والديمقراطية في ظل سيادة القانون ونظام الحقيقة والعدالة والحب والحرية والمساواة والسلام، وأن تأمر بمراسيم هذا الدستور وتعلنها.

### المادة الأولى - الإقليم الوطني
تتشكل الأراضي الوطنية من أرخبيل الفيلبين مع كل الجزر والمياه المحتضنة فيه، وجميع الأراضي الأخرى التي تتمتع الفيلبين بسيادة أو ولاية عليها، والتي تتكون من مجالاتها البرية والنهرية والجوية، بما في ذلك بحرها الإقليمي وقاع البحر وتحت سطح الأرض والرفوف الجزيرية والمناطق البحرية الأخرى. تُشكّل المياه المحيطة بالأرخبيل والتي بين جزره والتي تصلها ببعضها، بغض النظر عن اتساعها وأبعادها، جزءًا من المياه الداخلية للفلبين.

### المادة الثانية - إعلان مبادئ وسياسات الدولة
تحدد المادة الثانية العقيدة الاجتماعية والسياسية الأساسية للفلبين، تحديدًا تطبيق الدستور وتحدد أهداف الحكومة. بعض الاحكام الأساسية هي:
- الفلبين جمهورية ديمقراطية.
- نبذ الحرب كشكل من أشكال السياسة الوطنية.
- سيادة السلطة المدنية على السلطة العسكرية.
- فصل الكنيسة عن الدولة (لا تُخرق حرمتها).
- السعي وراء سياسة خارجية مستقلة.
- إبطال الأسلحة النووية.
- اعتبار الأسرة الوحدة الأساسية للدولة.
- دور الشباب والنساء في بناء الأمة.
- الحكم الذاتي للحكومات المحلية.
- تكافؤ الفرص في الخدمات العامة ومنع السلالات السياسية.